# Катерина (опера)
«Катерина» — первая украинская лирическая народно-бытовая опера. Создана Николаем Аркасом по поэме Тараса Шевченко.

## История создания
В апреле 1891 года в селе Христофоровка Николай Аркас окончил работу над клавиром оперы, посвящённым жене Ольге Ивановне («Присвята любій, незабутній жінці моїй Олені»).
Первое исполнение отдельных арий оперы состоялось по инициативе местного русского национального общества 23 марта 1897 года в Николаевском Зимнем морском собрании (ныне Дом офицеров флота). Симфоническим оркестром дирижировал Л. Щедрин.
Премьера состоялась 12 февраля 1899 года в театре «Аквариум», в Москве. Опера была представлена «Товариществом малорусских артистов» во главе с Марком Кропивницким, при участии актёров, дирижёра М. Васильева, хореографа и исполнителя танцев В. Нижинского, художника-декоратора Денисова. Автор из-за перенесённого инсульта не смог приехать на премьеру. В подарок от композитора исполнители получили клавиры.
Через полгода спектакль показали в Одессе. В 1957 году состоялась вторая постановка в Одесском театре. Третью осуществили в 1989 году дирижёр Давид Сипитинер, режиссёр Георгий Дикий, художник Наталия Бевзенко-Зинкина, хормейстеры Леонид Бутенко и Игорь Дидушок. Опера заняла почетное первое место в обзоре спектаклей украинских театров, посвященных 175-летию Тараса Шевченко.
14 марта 1900 года актёры Марка Кропивницкого поставили оперу на родине композитора в Николаеве в театре Шеффера. На Украине «Катерина» под покровительством общества «Просветительство» не сходила со сцены с 1900 по 1917 годы.
Участие в опере в разное время принимали ведущие актёры XIX — XX век: Марк Кропивницкий, Садовские, Панас Саксаганский, Елена Ратмирова, Иван Козловский и др.

## Сюжет
Украинская девушка Катерина без памяти влюбилась в красавца-вояку. Роман окончился обещанием офицера сделать из Катерины «настоящую московку», если только судьба позволит остаться ему в живых. Однако девушка слишком поздно поняла, что была для москвича обыкновенной игрушкой. Теперь же она — посмешище всего села, и на руках с малолетним сыном вынуждена пешком идти в Москву в поисках возлюбленного. Случайно на пути она встречает возвращающуюся из похода русскую армию, однако возлюбленный не признает Катерину и отказывается от сына. Оставив ребёнка на дороге, девушка бросается в прорубь.
Маленькому Ивасю удалось выжить и стать поводырём слепого кобзаря. Однажды на пустынной дороге дородный русский офицер, путешествующий с семейством, узнал в маленьком оборванце собственного сына…